# Bugatti Vision Gran Turismo
Der Bugatti Vision Gran Turismo ist ein Supersportwagen-Konzept des französischen Automobilherstellers Bugatti Automobiles und das Vorserienmodell zum 2016 erschienenen Bugatti Chiron.
Das Fahrzeug wurde auf der IAA 2015 in Frankfurt am Main dem Publikum vorgestellt.
Entwickelt wurde der Sportwagen zunächst für das Videospiel Gran Turismo Sport, wurde danach aber als fahrtüchtiges Modell mit dem bekannten 8,0-Liter-Doppel-V8-Ottomotor mit Quattroturboaufladung und 1230 kW (1673 PS) gebaut. Der saudische Prinz Badr bin Abdullah Al Saud kaufte sich sowohl ein Vorserienmodell des Bugatti Chiron, als auch die Studie „Vision Gran Turismo“. Unbestätigten Quellen zufolge soll er mehr als fünf Millionen Dollar für beide Fahrzeuge bezahlt haben.

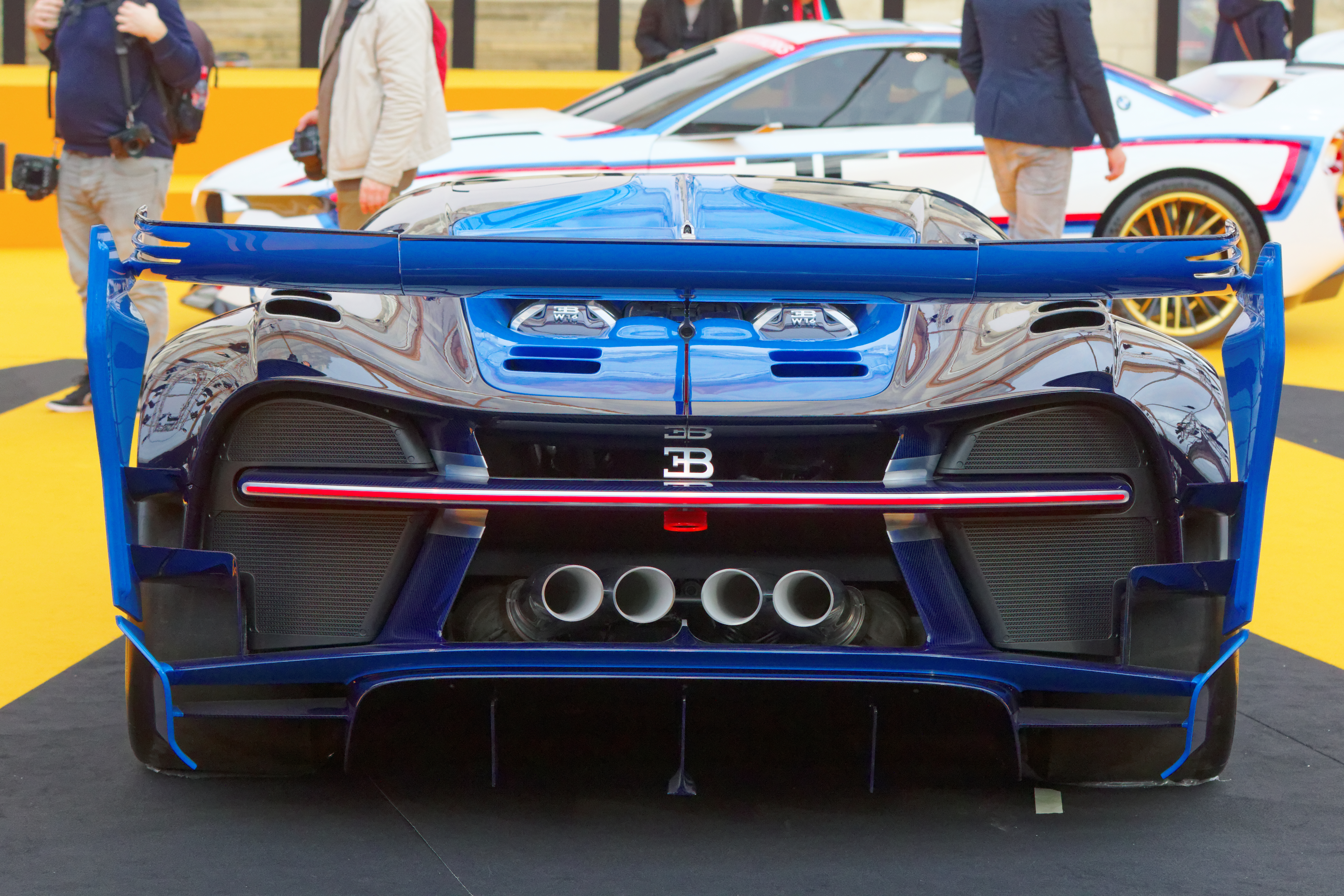
Heckansicht
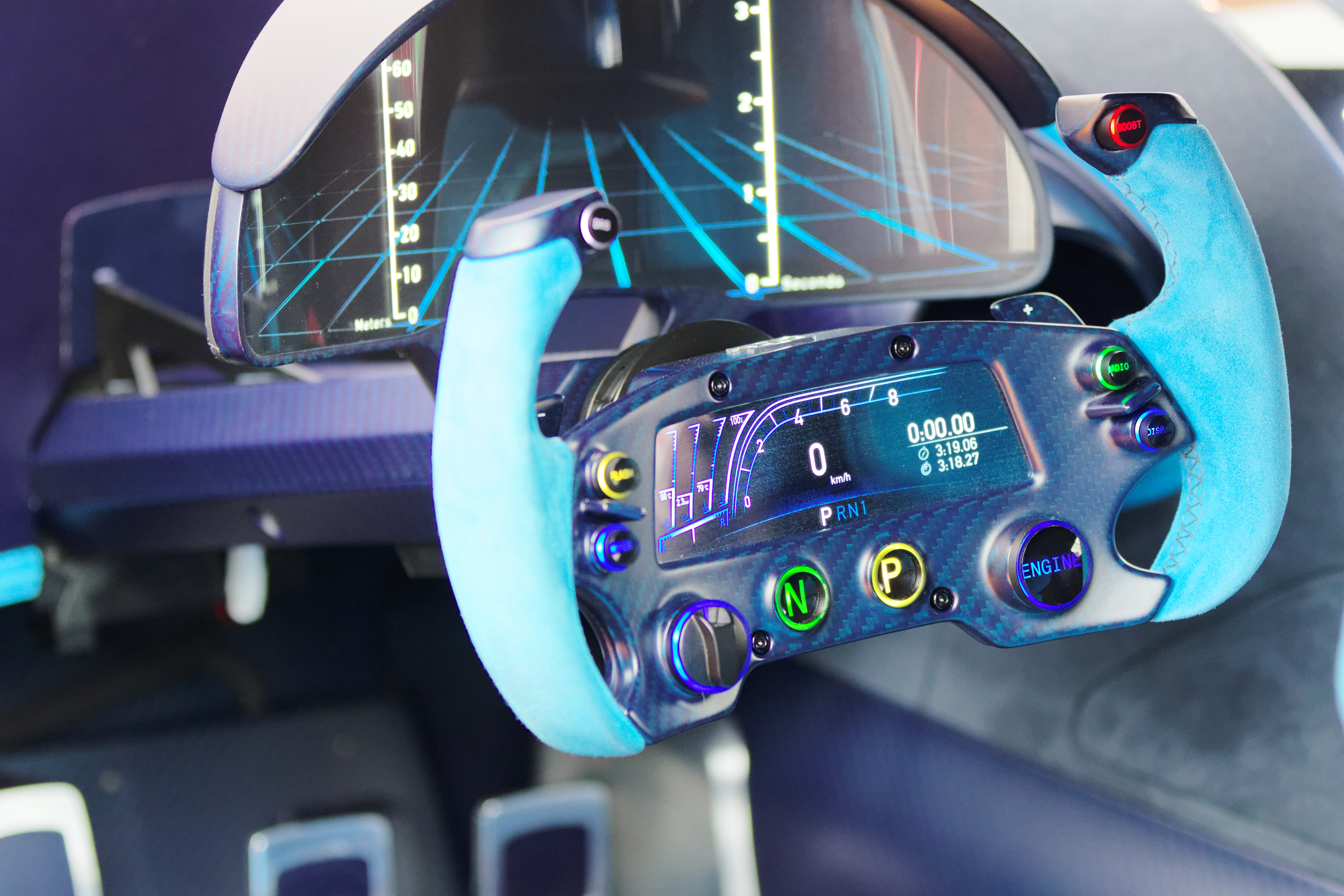
Lenkrad und Cockpit